# Хуманитаризъм
Хуманитаризмът, в най-общата си форма, е вид етика, изразяваща се в раздаването на добросърдечност, доброжелателство и съчувствие без разграничаване на получателите ѝ. Концепцията търпи историческо развитие, но универсалността в действията остава неизменна нейна част. Друга съществена черта е, че не трябва да се показва пристрастност към пострадалите или малтретираните на базата на техния пол; сексуална ориентация; племенна, кастова, религиозна или национална принадлежност.
Хуманитаризмът може да бъде описан като приемането, че всяко човешко същество е просто някой друг човек. По този начин се игнорират и разрушават закостенялите социални схващания, предразсъдъците и расизмът.